# Bobicze
Bobicze (ukr. Бобичі, Bobyczi) – wieś na Ukrainie, w obwodzie wołyńskim, w rejonie włodzimierskim.
We wsi stoi zabytkowa cerkiew Opieki Matki Bożej z 1904 roku.